# Paula Fuga
Paula Hiltrudis Fuga (Honolulú, Hawái, Estados Unidos, c. 1978) es una cantante y compositora estadounidense. Es más conocida por sus frecuentes colaboraciones artísticas con el cantautor hawaiano Jack Johnson.

## Biografía y carrera
Fuga nació y fue criada por sus abuelos y tíos en Hawái luego de quedar huérfana a temprana edad. Pese a tener una niñez poco convencional, Fuga exhibió pasión por la música, desarrollando su habilidad para cantar y escribir canciones desde por lo menos sus nueve años.
Luego de participar -sin éxito- en audiciones para American Idol, Fuga se unió al grupo local de reggae Dubkonscious. Poco después, en 2006 grabó su primer álbum como solista, Liliko, y rápidamente comenzó a ser reconocida en el ámbito musical hawaiiano, ganando el premio al Artista Más Prometedor del Año en 2007 y atrayendo la atención de varios artistas reconocidos del ámbito local y nacional como India.Arie, Jack Johnson, Jason Mraz y Nick Hexum de 311.
En 2008 Fuga salió de gira con Jack Johnson, finalmente escribiendo y grabando una canción con él, Country Road. Esta última fue incluida en su segundo trabajo como solista en 2010, el EP Misery's End.

## Vida privada
Originalmente, el apellido de la cantante era Funga, pero debido a que la pronunciación de Fuga es más sencilla, decidió utilizar la versión más corta para fines artísticos. Fuga también ha sido intérprete educacional en el Museo Bishop en Hawái y es la fundadora de la Fundación Liliko, una organización que ayuda a mujeres jóvenes de escasos recursos.